# 卡洛斯-巴尔博萨
卡洛斯-巴尔博萨是巴西南大河州的一个市镇。总面积229.906平方公里，总人口23627人，人口密度102.8人/平方公里。